# Anomala barbellicauda
Anomala barbellicauda är en skalbaggsart som beskrevs av Lin 1999. Anomala barbellicauda ingår i släktet Anomala och familjen Rutelidae. Inga underarter finns listade i Catalogue of Life.